# 2013 في إندونيسيا
فيما يلي قوائم الأحداث التي وقعت خلال عام 2013 في إندونيسيا.

## رياضة
- 1 يناير – الدوري الإندونيسي الممتاز 2013 الفائز نادي سيمين بادانغ.
- 1 يناير – دوري السوبر الإندونيسي 2013 الفائز برسيبورا جايابورا.

## أفلام
من الأفلام التي صدرت هذه السنة في إندونيسيا:
- 1 يناير – حديقة وطي من إخراج كينن آيفوري وايانس.

## موسيقى

### ألبومات
من الألبومات التي صدرت هذه السنة في إندونيسيا:
- 1 يناير – أغنيسمونيكا من غناء أغنيس مونيكا.

## وفيات

### فبراير
- 5 فبراير – أدريانوس تاروريه (مواليد 1966) ملاكم إندونيسي.